# Nessie (emulador)
La Nessie és un emulador de consola per a videojocs de la Nintendo Entertainment System (NES) desenvolupat per un tal Martin. Es pot introduir trucs quan es juga als jocs, a més de poder jugar amb la Zapper, una pistola per jugar a videojocs especials per a videoconsola.